# Суворов Леонід Якович
Леонід Якович Суворов (21.08.1911 — 01.12.1985) — радянський фізик, фахівець у галузі прикладної ядерної фізики і ядерної енергетики, лауреат Сталінської премії.

## Трудова діяльність
Народився в Путивлі в родині робітника.
У 1925 році почав працювати підручним на Путивльській електростанції. Одночасно навчався в ремісничому училищі. У 1928 році вступив до профтехшколи.  Одночасно працював слюсарем у механічних майстернях.
У 1930 році був призначений на посаду механіка-електрика на Путивльській електростанції.

## Навчання
З 1932 до 1937 року навчання на фізичному факультеті Ленінградського державного університету. По закінченню вишу отримав диплом з відзнакою. Здібного випускника у 1937 році призначили інженером в Інституті радіомовного прийому та акустики.

## Наукова діяльність
У 1940 році був призначений науковим співробітником ЛФТІ. З початком війни у 1941 році перебував у евакуації в Свердловську. У 1944 році повернувся і обійняв посаду наукового співробітника Інституту атомної енергії у Москві.
З 1948 року і до останніх днів життя працював в Інституті теоретичної та експериментальної фізики (ІТЕФ).

### Наукові інтереси
- дослідження електрохімічних корозійних властивостей конструкційних матеріалів (в першу чергу — титану і його сплавів),
- аналіз кінетики росту кристалів,
- пошук кварків, роботи, пов'язані з кавітацією (поведінка перегрітих рідин, освіта та еволюція бульбашок в полях опромінення при різних температурних режимах і т. ін.).

Доктор фізико-математичних наук. Один із засновників і керівників кафедри прикладної ядерної фізики МІФІ, близько 15 років читав там курс лекцій.

## Нагороди та премі
- Сталінська премія 1953 року — за розрахункові та експериментальні роботи по створенню атомного котла.
- Орден Трудового Червоного Прапора (1953),
- медалі.

## Родина
Син — Суворов Олександр Леонідович (15.XI.1943 — 18.VI.2005) — фізик, професор МІФІ.